# Honkbal

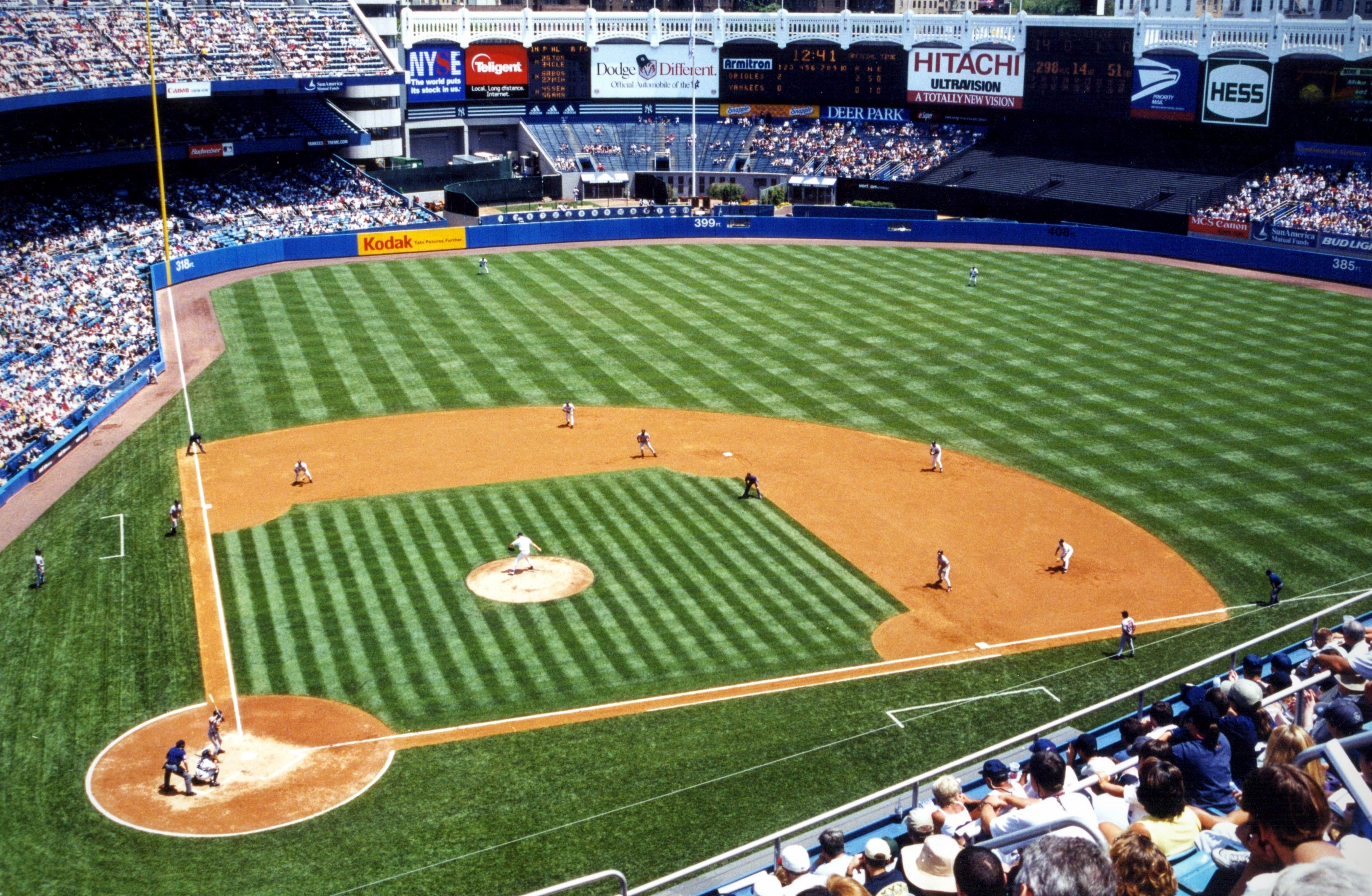
Het voormalige stadion van de New York Yankees

Honkbal (in het Engels: baseball) is een team- en balsport die vooral populair is in de Verenigde Staten, Canada, Mexico, de Caraïben en in grote delen van Azië. Honkbal wordt ook wel America's Favorite Pastime genoemd.
Honkbal is een van de meest gespeelde sporten ter wereld. In Europa is het een van de minder populaire sporten. In Nederland honkballen er ongeveer 25.000 tot 30.000 mensen. In de Verenigde Staten spelen miljoenen mensen honkbal.
In de Verenigde Staten is honkbal de belangrijkste sport van april tot oktober. Tegen het einde van september wordt het reguliere speelseizoen afgesloten. Hierna worden in oktober op het hoogste niveau de playoffs gespeeld, die worden afgesloten door de World Series, het kampioenschap voor clubteams.
Het spel wordt gespeeld door twee teams bestaande uit negen spelers, eventueel aangevuld met een aangewezen slagman.

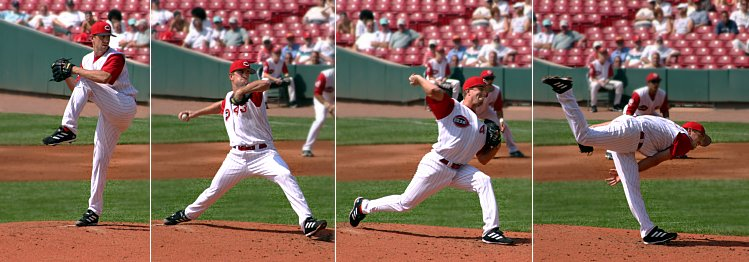
Honkbalpitcher in actie

## Materiaal
Voor het honkbalspel zijn een handschoen, een knuppel (of bat) en een bal nodig. Alleen al in knuppels en handschoenen bestaat een verscheidenheid aan maten, gewichten en modellen.
Ook voor het speelveld zijn materialen nodig, zoals honken, een thuisplaat en een werpersplaat; deze zijn gemaakt van hard rubber en zijn altijd wit.

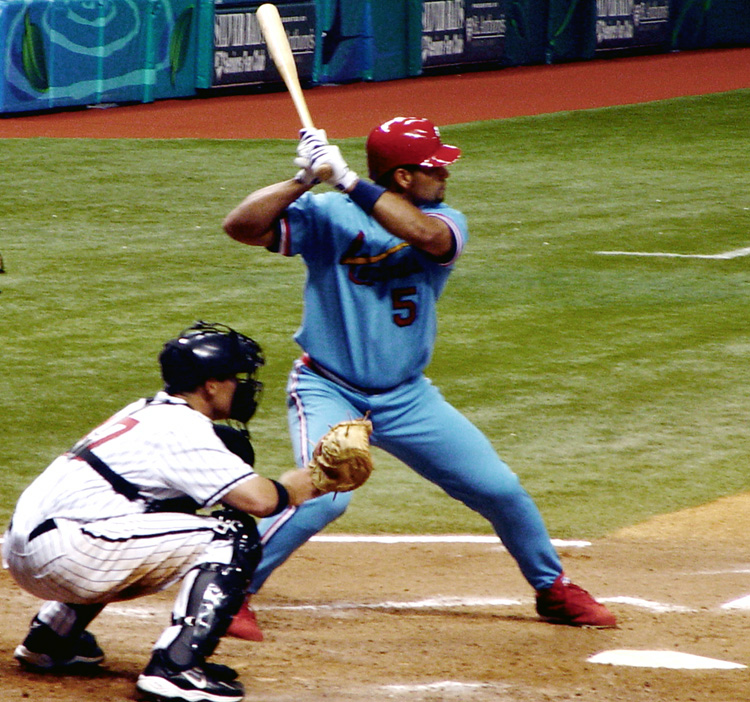
Een slagman, links de catcher

### Knuppels
Honkbalknuppels zijn van hout of een harde soort lichtmetaal zoals aluminium.
Vroeger werden alleen maar houten knuppels gebruikt. Aluminium knuppels zijn echter eenvoudiger te fabriceren en zijn aanzienlijk gemakkelijker om (ver) mee te slaan. Houten knuppels breken snel bij onjuist gebruik. De laatste jaren komt ook het gebruik van moderne composietmaterialen in knuppels steeds meer voor.
In de Amerikaanse Major League is het voorgeschreven met houten knuppels te slaan. Sinds enige jaren worden in internationale wedstrijden zoals de Haarlemse Honkbalweek nog uitsluitend houten knuppels gebruikt. Gevolg hiervan is dat ook in de hoogste landelijke klassen (zoals de Nederlandse hoofdklasse) houten knuppels worden gebruikt.
Traditioneel is de regel dat dergelijke knuppels uit één enkel stuk hout vervaardigd moeten zijn. In de Nederlandse competities wordt hiervan afgeweken door bepaalde aanpassingen toe te staan ten gunste van de duurzaamheid van de knuppel (met name het coaten van de knuppel).
Aluminium knuppels worden meestal voorzien van een (kunst)leren 'grip', zoals je ook bij tennisrackets en hockeysticks ziet. Bij houten knuppels volstaat de speler meestal met het aanbrengen van wat hars (pine-tar) om de greep op de knuppel te verbeteren.

### Ballen
Een honkbal is aan de buitenzijde van leer (of plastic bij niet officiële ballen).
De kern is van rubber of kurk.
Om deze kern heen is wol en katoen gewonden, respectievelijk voor de veerkracht en de stevigheid.
Hieromheen is een dun laagje rubberlijm aangebracht en daaroverheen gaat de lederen huid.
Een goede honkbal is gemaakt van paardenleer omdat dit niet rekt. Het gewicht van de bal ligt tussen 141,7 g (5 ounces) en 148,8 g (5 1/4 ounces). De omtrek ligt tussen de 22,9 en 23,5 cm (9 en 9 1/4 inch).

### Handschoenen

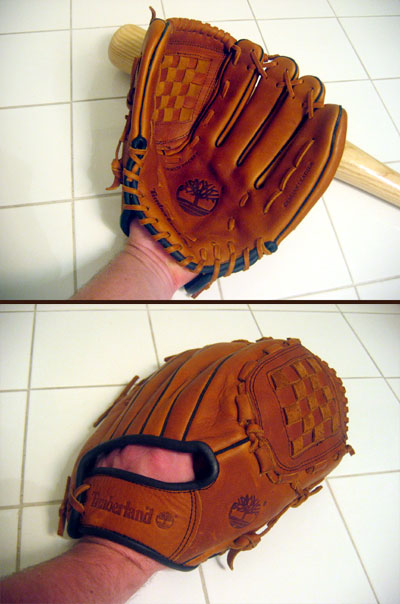

Handschoenen werden van oudsher gemaakt van leer met een vulling van wol. De wollen vulling is bij veel handschoenen vervangen door een kunststof vulling. De buitenkant van de meeste (goede) handschoenen wordt nog steeds van leer gemaakt, hoewel er steeds meer andere materialen verschijnen.
De leren honkbalhandschoenen variëren in afmetingen en gewicht en ook in model; het model en de afmetingen van de handschoen zijn afhankelijk van de positie en persoonlijke voorkeur van de speler in het veld. De 'normale' veldhandschoen herkent men aan de vingers. In het binnenveld worden relatief kleine handschoenen gebruikt en in het buitenveld relatief grote. De afmetingen zijn echter wel aan maxima gebonden.
De eerstehonkman mag een apart model handschoen gebruiken. Deze is meestal wat groter dan de gewone binnenveldhandschoenen en bovendien bestaat het vanggedeelte uit één stuk, geen vingers dus.
Het is dus eigenlijk geen handschoen maar een want.
Met deze handschoen kan beter worden gevangen, maar hij heeft als nadeel dat de bal diep in de handschoen komt en dat het dus langer duurt om een tweede actie uit te voeren.
De achtervanger of catcher ten slotte gebruikt ook een apart model handschoen. Dit model is steviger en speciaal gemaakt om de harde worpen van de werpers goed mee te kunnen vangen. Daarnaast heeft hij een dikke beschermende laag om de hand van de achtervanger te beschermen. Deze handschoen is wat groter dan de normale binnenveldhandschoen.
Er zijn linkshandige en rechtshandige handschoenen.
Men draagt de handschoen aan de 'slechte' hand om met de 'goede' hand te kunnen werpen.
Een handschoen voor een rechtshandige is dus linkshandig.

### Speciale beschermende materialen
Bij elke spelersuitrusting behoort ook een voor mannelijke honkballers de toque ter bescherming van de geslachtsdelen. Op bepaalde posities of onder bepaalde omstandigheden worden aanvullende materialen gebruikt. De speler aan slag draagt een helm die ten minste één oor beschermt. Speciale slaghandschoentjes zijn niet zozeer voor veiligheid, maar voor een betere grip op het handvat van de knuppel te hebben daar deze de trillingen dempen. Daarnaast worden door de slagmensen soms scheenbeschermers (in verband met fout geslagen ballen) en elleboogbeschermers (als bescherming tegen worpen van de werper) gebruikt.
De achtervanger of catcher gebruikt de meeste beschermende materialen. Hij heeft dan ook de gevaarlijkste positie. Hij gebruikt beenbeschermers, die ook de knieën bedekken. Vaak worden vlak onder de knieholtes zogenoemde kneesavers bevestigd om de knieën tegen slijtage te beschermen.
Verder gebruikt hij een bodyprotector die het hele bovenlichaam bedekt behalve de armen en de gooischouder (dus wel de vangschouder) en een speciale helm met een gezichtsmasker en een klepje onderaan dat de keel beschermt. Ook komt het voor dat achtervangers duimprotheses dragen omdat de duim achterover slaat wanneer de bal in de handschoen komt, dit in verband met effectballen die de werper eventueel gooit.
De plaatscheidsrechter gebruikt vrijwel dezelfde set beschermende materialen als de achtervanger, met als extra nog bescherming op de armen en beide schouders. Ook draagt hij speciale schoenen met stalen neuzen.

## Spelregels

Honkbalveld

Spelersposities van verdedigend team

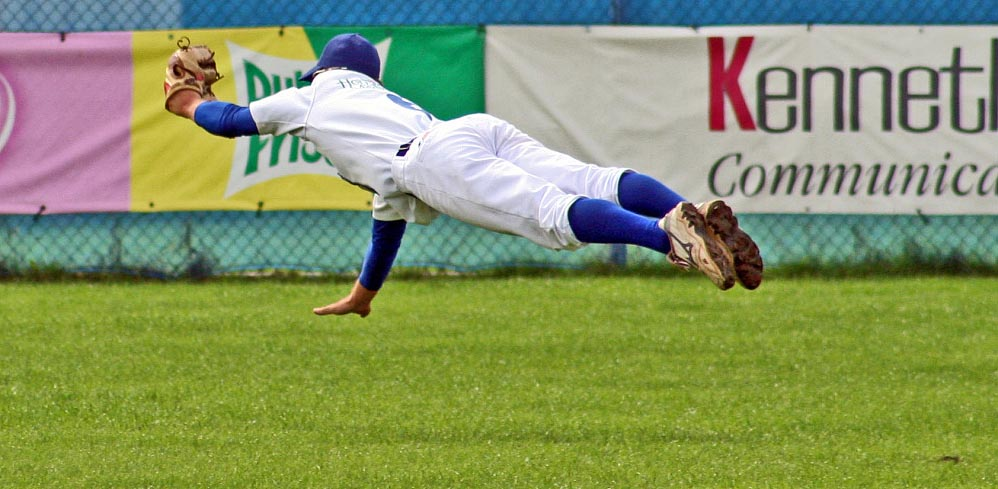
Buitenvelder Martijn Meeuwis van HCAW vangt spectaculair

Een wedstrijd bestaat uit negen innings, elke inning bestaat uit twee speelhelften. In de ene speelhelft wordt door het thuisspelende team in het veld verdedigd en door het bezoekende team "aan slag" aangevallen, in de andere speelhelft zijn de rollen omgedraaid. De halve inning van de aanvallende partij eindigt wanneer sprake is van drie uit, ook wel drie nullen genoemd.
Een slagman wordt uit gegeven wanneer:
- door deze geslagen bal rechtstreeks (zonder de grond te raken) wordt gevangen door de verdedigende partij
- er sprake is van drie gemiste slagen door de slagman; wanneer deze de toegeworpen slagbal mist, ofwel slaat en mist op een geworpen bal (wijd of slag) of bij een derde gemiste bal de achtervanger die bal reglementair heeft gevangen. Wanneer bij de derde slag de slagman de bal wel schampend raakt maar de achtervanger deze vangt is de slagman ook uit. Wanneer bij de derde slag de bal niet wordt gevangen door de achtervanger is de slagman niet uit als deze het eerste honk weet te bereiken voordat de bal daar is en hij bovendien niet onderweg is uitgetikt.[1]

Een uit kan ook gemaakt worden als:
- een van de aanvallende spelers wordt uitgetikt terwijl hij niet op een honk staat
- een van de aanvallende spelers uitgebrand wordt; de bal is dan eerder 'op' het honk dan de loper. Dit geldt alleen als er sprake is van een gedwongen loop, als de loper gedwongen is een honk op te schuiven. Is er geen gedwongen loop dan kan hij proberen terug te lopen naar het vorige honk, in de hoop daar eerder dan de bal aan te komen.

Als de slag niet uit is rent de slagman naar de eerste van vier honken. Als hij erin slaagt, de bal over de rand van het veld te slaan kan hij in de regel alle honken doorlopen. Dit wordt een homerun genoemd en levert een punt op. Honklopers die op tussenhonken blijven tot de volgende slag krijgen in de vierde honk (thuishonk) een punt. Bij een homerun kunnen er dus in één keer meerdere punten worden gescoord (maximaal 4).
Een van de teams verdedigt (staat in het veld) terwijl van het aanvallende team steeds een speler aan slag is. Alleen het team dat aan slag is kan punten scoren.
De werper of pitcher gooit de bal vanaf de werpplaat over het vierde honk, de thuisplaat. De bal moet over de plaat gaan, tussen knie- en ellebooghoogte van de slagman (dit heet de 'slagzone'). De worp wordt beoordeeld door de (plaat) scheidsrechter, die achter de catcher en de thuisplaat staat. Is de worp niet in dit vak dan telt dat als een wijd, tenminste als de slagman niet probeert de bal te slaan. Is de worp wel in dit vak dan telt dat als een slag, ook als de slagman niet probeert te slaan. Een worp buiten het vak telt als slag als de slagman toch probeert te slaan. Als de slagman na drie keer slag de bal nog niet geraakt heeft is hij uit.
Heeft de werper vier keer wijd gegooid, dan mag de slagman vrij naar het eerste honk lopen. Ook als de slagman geraakt wordt door de werper op het lichaam heeft de slagman een vrije loop naar het eerste honk, de zogenaamde 'hit by pitch'. De slagman zal dus alleen (proberen te) slaan op goede worpen. Hij moet steeds in een fractie van een seconde de worp beoordelen en beslissen.
De werper zal de hoogte, snelheid en het effect van zijn worp variëren om het de slagman te bemoeilijken. Vaak heeft hij met de vanger een gebarencode afgesproken (de vanger steekt een aantal vingers op om aan te geven wat voor worp hij verwacht), zodat de vanger niet verrast wordt.
De partij met de meeste punten wint. Bij een gelijke stand wordt er (indien noodzakelijk) een extra inning gespeeld

## Geschiedenis
De soms gehoorde veronderstelling dat honkbal in 1839 door Abner Doubleday in Cooperstown (New York) zou zijn bedacht, is een verzinsel (Doubleday zat in 1839 niet eens in de buurt van Cooperstown, maar in het zo'n 280 kilometer verderop gelegen West Point). Zoals Jeff Idelson van de Baseball Hall of Fame in Cooperstown mooi heeft verwoord: "Baseball wasn't really born anywhere." Wel valt uit de historie te concluderen, dat baseball geleidelijk is voortgekomen uit Engelse volksspellen, zoals stoolball en rounders.

### Base ball

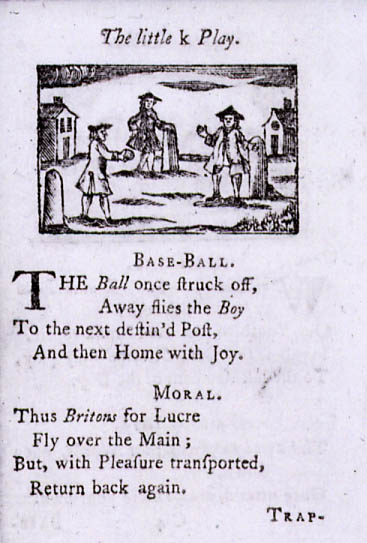
Little Pretty Pocket-Book, met de eerste vermelding van Base ball.

Een spel met de naam "base ball" ontwikkelde zich in de vroege 18e eeuw in Engeland, en het bleef die naam houden tot na 1800. Het spel werd het eerst vermeld in een boekje dat in 1744 werd gepubliceerd onder de titel: Little Pretty Pocket-Book. Zoals bij vele volksspellen zijn er enorm veel varianten. Soortgelijke spellen werden overigens ook in Amerika al ruim voor 1800 gespeeld.
De regels voor "base ball" verschenen in 1796, in een Duits boek van de schrijver Johann Guts Muths, die het spel "Ball mit Freistätten (oder Das englische Baseball)" noemde. In het door Guts Muths beschreven spel varieert het aantal honken met het aantal spelers. En één man uit betekende meteen: slagbeurt voorbij!
Begin 2004 ontdekte de Amerikaanse historicus John Thom een verwijzing naar een plaatselijke verordening uit 1791, die het eenieder verbood om binnen een afstand van 80 yards van het "new meeting house" in Pittsfield, Massachusetts te baseballen. Een bibliothecaris vond de authentieke verordening vervolgens terug in de Berkshire Athenaeum-bibliotheek. Dit zou weleens de vroegste verwijzing naar het Amerikaanse baseball-spel kunnen zijn.

### Het huidige spel
Abner Doubleday heeft dus, hoe mooi de legende ook is, niets te maken gehad met honkbal. Wat echter wél klopt, is dat de eerste spelregels in 1845 door Alexander Joy Cartwright aan het papier zijn toevertrouwd. Diezelfde Cartwright kwam op het idee om een vereniging op te richten en dat mondde uit in de New Yorkse Knickerbocker Baseball Club. Deze club voerde op 3 september 1845 een aantal extra regels in en verhief daarmee baseball van tijdverdrijf voor kinderen tot een volwaardige sport voor volwassenen.
Op 19 juni 1846 werd de eerste honkbalwedstrijd gespeeld in Hoboken, New Jersey. De New York Knickerbockers en de New York Base Ball Club brachten de regels in de praktijk. In 1868 werd door Harry en George Wright de eerste profhonkbalclub (Cincinnati Red Stockings) opgericht. De eerste competitie dateert van 1876.
De Amerikaanse Burgeroorlog betekende een grote stimulans voor honkbal. Een buitensport als honkbal was het tijdverdrijf bij uitstek in de vrije tijd van de soldaten, en er werden competities georganiseerd. De terugkerende soldaten verspreidden de voorheen lokaal beoefende sport naar alle delen van de VS.
In 1865 werd de American Baseball Corporation opgericht. Elf jaar later kwam er een scheiding tussen de amateurs en professionals. In 1902 werd The National League of Professional Baseball Clubs opgericht, gevolgd door de oprichting van The American League. Samen vormen deze organisaties de Major Leagues. Bij de National Association of Professional Baseball Leagues zijn de Minor Leagues aangesloten.
Na 1900 raakte honkbal in Nederland bekend. Er gaan verhalen over de Amsterdammer J.C.G. Grasé die tijdens een vakantie in de Verenigde Staten enkele honkbalwedstrijden had gezien en daar hevig van onder de indruk was geraakt. Bij thuiskomst introduceerde hij het spel in Nederland.
In 1911 werden de eerste Nederlandse wedstrijden georganiseerd. Op 12 maart 1912 richtte Grasé de Nederlandse Honkbal Bond op. Een jaar later speelde de honkbaltak van de sportclub Excelsior onder de naam AHC Quick. Quick was de eerste georganiseerde club in Nederland.
De eerste officiële competitie begon in 1922. Ajax, Blauw Wit, Hercules en Quick vormden de hoogste divisie. Quick werd in dat jaar de eerste kampioen van Nederland.
Lange tijd was de Amsterdamse voetbalclub 'Ajax' ook actief op het gebied van honkbal. Die honkbalafdeling behaalde vier keer het landskampioenschap van Nederland. Johan Cruijff heeft nog een tijdje gehonkbald bij Ajax, voordat hij definitief koos voor het voetballen.
Eindhoven heeft ook een belangrijke rol gespeeld in de Nederlandse honkbalgeschiedenis. Na het geweldige succes van het eerste Europese Kampioenschap op Nederlandse bodem (1958) werd het honkbalveld aan de Kruislaan in Amsterdam weer afgebroken. In 1959 werd in Eindhoven het eerste permanente honkbalveld in Nederland aangelegd, met 10.000 gulden sponsorgeld van Philips. Een jaar later kon de eerste Amerikaanse coach worden aangetrokken: Ron Fraser. Zijn opvolger Bill Arce organiseerde in 1963 het eerste leerzame jeugdkamp in Eindhoven.
Toch is Haarlem onbetwist Nederlands' honkbalhoofdstad geworden. Er schijnt al een foto uit 1912 te zijn, waarop al een aardige klap wordt geslagen. In 1923 is er een honkbaldemonstratie waar ene Kuling als ongeveer enige toeschouwer een kijkje gaat nemen. Enige maanden later richt hij de HC Haarlem op. Haarlem volgde in 1959 het voorbeeld van Eindhoven, met de aanleg van een permanent honkbalveld. En bouwde na het succes van de eerste Haarlemse honkbalweek in 1961 het eerste honkbalstadion van Nederland.
De Koninklijke Nederlandsche Honkbalbond (KNHB) werd op 12 maart 1912 in Amsterdam opgericht op initiatief van honkbalpioniers Grasé, Bleesing en Baggelaar. In 1934 werd de eerste officiële internationale wedstrijd gespeeld, in Haarlem tegen België. Later ging deze bond over in de huidige Koninklijke Nederlandse Baseball en Softball Bond (KNBSB).
In Europa maken Nederland (mede door een deelname van een groot aantal spelers geboren op de Antillen en Aruba) en Italië (mede door deelname van 'Amerikaanse' Italianen) al geruime tijd de dienst uit op honkbalgebied. De laatste tien jaar kan Nederland zich mondiaal meten met de sterkere honkballanden uit Noord- en Midden-Amerika en Azië, zoals Cuba, VS, Zuid-Korea, Japan. Hoogtepunt in de nationale honkbalhistorie was de overwinning op Cuba bij de Olympische Spelen in 2000 (de eerste Olympische nederlaag ooit van veelvoudig Olympisch en wereldkampioen Cuba). Bij het WK 2005, dat werd gespeeld in Nederland, behaalde Nederland een historisch hoogste vierde plaats. Bij het WK 2011 in Panama schreef Nederland historie door als eerste Europese land in 73 jaar (Groot-Brittannië was wereldkampioen in 1938) wereldkampioen te worden. In de finale werd met 2-1 gewonnen van Cuba. Eerder in het toernooi werd in de finalegroep al van de VS en Cuba gewonnen. Van de 11 wedstrijden won Oranje er 10.

### Tradities
Het is al tientallen jaren gebruikelijk dat tijdens de seventh-inning stretch (halverwege de zevende inning) het honkballied Take Me Out to the Ball Game gezongen wordt. Hierbij zullen alle toeschouwers gaan staan en meezingen.

### Team
Een honkbalteam bestaat uit negen spelers. Een werper, een achtervanger, vier infielders (eerste honkman, tweede honkman, derde honkman en korte stop) en drie buitenvelders (linksvelder, rechtsvelder en midvelder). Een selectie bestaat uit maximaal 24 spelers (meestal zestien) want vooral meerdere werpers zijn benodigd en tijdens een wedstrijd mag er vrijelijk worden gewisseld. Tijdens de wedstrijden zijn er diverse coaches actief, een hoofdcoach die meestal vanuit de dug-out aanwijzingen geeft, een eerste honkcoach die lopers aanwijzingen geeft, een derde honkcoach voor de lopers op het derde honk, een pitchingcoach die de pitchers laat ingooien en soms nog een benchcoach. Een team wordt getraind door diverse trainers die de verschillende aspecten van de sport bijbrengen, het fielden, slaan, pitchen en catchen. Dit zijn soms de coaches maar soms ook anderen.

## Honkbal op de Olympische Spelen

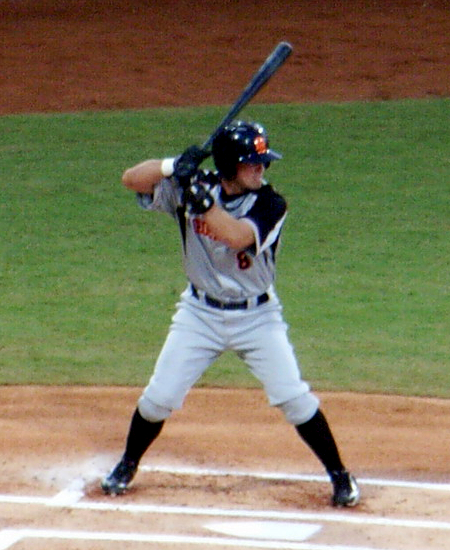
Michael Duursma op de Olympische Zomerspelen van Beijing in 2008

zie Honkbal op de Olympische Spelen voor het hoofdartikel over dit onderwerp
Honkbal was eerst een demonstratiesport en van 1992 tot en met 2008 een volwaardige medaillesport op de Olympische Spelen. Het verdween op de edities van 2012 en 2016 van het programma. Hoofdredenen voor het schrappen van de sport waren dat er internationaal gezien geen vrouwencompetitie was van enige betekenis en de sport nog in ontwikkeling was bij de vrouwen. Ook het structurele gebruik van vooral anabole steroïden en groeihormonen dat decennialang binnen de Amerikaanse professionele organisaties als de Major League Baseball (MLB) voorkwam en de minieme bereidheid om dit structureel met een goed controlesysteem aan te pakken, speelde een grote rol. Nog een reden was de onwilligheid van de MLB om topspelers vrijaf te geven voor de Spelen. Onbedoeld werd het softbal medeslachtoffer van het schrappen. Deze sport stond enkel voor vrouwen op de agenda. Hier was de dopingproblematiek in mindere mate een factor, maar er was wereldwijd geen grote mannencompetitie aanwezig. Het OIC ging in augustus 2016 akkoord met plannen om honkbal in 2020 weer op te nemen in het programma van de Olympische Spelen. Door corona werden de spelen uitgesteld waardoor honkbal pas in 2021 terug op de Olympische spelen verscheen.

## Honkbal in Nederland

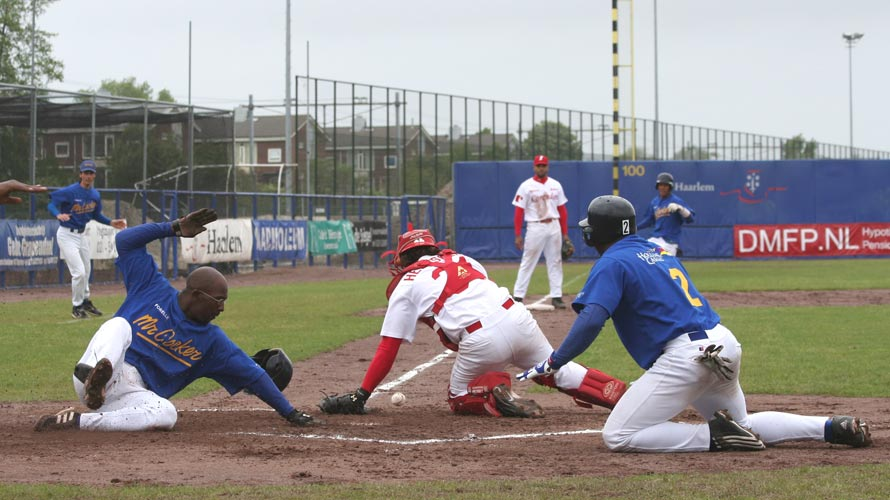
Ralph Milliard scoort tegen Kinheim

Honkbal wordt in Nederland al vanaf het begin van de 20e eeuw gespeeld. Het land is in Europa toonaangevend in de sport. Na de Tweede Wereldoorlog verkreeg men zelfs speciale marshallhulp van de Amerikanen om de competities weer mogelijk te maken. Er werden kratten verscheept met honkbalmateriaal. De meest succesvolle club in de Nederlandse honkbalhistorie was Haarlem Nicols uit de jaren 70 en -'80, die de meeste landstitels (12) behaalde. Deze vereniging bestaat niet meer. Zij zijn qua landstitels voorbijgestreefd door het Rotterdamse Neptunus. Zij zijn de laatste 20 jaar veelal de sterkste ploeg in de Nederlandse competitie met inmiddels negentien landstitels. Ook de Amsterdam Pirates, Kinheim en HCAW uit Bussum hebben meermalen de landstitel gewonnen. Op het Wereldkampioenschap honkbal 2011 in Panama-Stad werd Nederland voor de eerste keer in zijn historie wereldkampioen door in de finale Cuba met 2-1 te verslaan.
De topsportcompetitie bestaat uit acht teams in de hoofdklasse en zestien teams in de overgangsklasse. De winnaar van de overgangsklasse speelt na afloop van de reguliere competitie met de op de laatste plek geëindigde hoofdklasseclub om promotie/degradatie.
Beroemde historische Nederlandse honkballers zijn onder anderen Bert Blijleven, Herman Beidschat, Robert Eenhoorn, Joop Geurts, Henk Keulemans, André Kraan, Roel de Mon, Win Remmerswaal, Simon Arrindell, Hudson John, Hamilton Richardson, Han Urbanus, Charles Urbanus sr., Charles Urbanus jr. en Cor Wilders. Aan het eind van de twintigste eeuw waren bekende spelers onder meer Johnny Balentina, Patrick Beljaards, Rob Cordemans, Rikkert Faneyte, Gregory Halman, Dirk van 't Klooster, Rick van den Hurk, Ralph Milliard, Raily Legito, Eddie Dix, Harvey Monte, Sidney de Jong, Loek van Mil, Xander Bogaerts, Dave Draijer, Michael Duursma en Tjerk Smeets.
De Nederlandse hoofdklassecompetitie bij de mannen is een competitie op redelijk hoog niveau waar voornamelijk amateurs aan deelnemen. De meeste teams beschikken over enkele buitenlandse spelers die worden betaald. De bond hanteert in samenspraak met de Nederlandse Dopingautoriteit een zero-policy met whereabout-controles op doping waardoor in tegenstelling tot Amerika de sport redelijk dopingvrij is hoewel het na gewichtheffen op de tweede plaatst staand in de statistieken. Een logische consequentie is wel dat hoewel de Nederlanders tot de langste en sterkste mensen ter wereld behoren en er een redelijke trainingsintensiteit is, de gemiddelde Nederlandse werper slechts tussen de 75 en 85 mijl per uur behaalt met zijn worpen terwijl de top in Amerika tussen de 85 en 95 gooit met uitschieters tot honderd. Ook het aantal homeruns is beperkter hierdoor. Elk jaar worden er enkele spelers positief bevonden op doping. In geval van groeihormonen of testosteron/corticosteroiden of doping maskerende vochtafdrijvers volgt een schorsing van vier jaar. Bij constatering van recreatief misbruik als cocaïne, MDMA of hasj een schorsing van twee jaar.
Hoewel Nederland al een aantal malen deel heeft genomen aan het Wereldkampioenschap honkbal voor vrouwen ontbreekt een competitie voor hen. Meiden die willen honkballen spelen in een jongensteam en later in de senioren in een mannenteam.
Er zijn in Nederland vijf Baseball Academies voor honkbaltalenten, die als 'Regionaal Trainingscentrum' onder de vlag van de KNBSB functioneren. Het initiatief om honkbaltalenten uit een regio te bundelen kwam van de ex-Bondscoach van het Nationale A-team en voormalig Technisch Directeur KNBSB Robert Eenhoorn. Hij startte in 2000 de eerste academy in Rotterdam onder de naam 'Unicorns'. Later volgden er in combinatie met zgn. 'LOOT-scholen' meerdere Baseball Academies in het land. De academies zijn gekoppeld aan vijf van de acht hoofdklasseverenigingen. In tegenstelling tot andere topsporten haalt de bond de talentvolle jeugdspelers compleet uit de reguliere competities en speelt men enkel onderling. Hier nemen enkel mannelijke jeugdspelers aan deel, meiden worden niet toegelaten. Meiden mogen wel, omdat dit onder Amerikaanse regels valt, meedoen aan de regionale selecties die meedoen aan de NK voor de jeugd, de Little League.

## Honkbal in België
De eerste "Belgische Baseball Federatie" werd opgericht op 9 juni 1936 en tot vzw omgevormd op 1 oktober 1948 (publicatie BS 16/10/48 nummer 2311).
Deze eerste Federatie bleef bestaan tot 1975 toen ze werd ontbonden op 24 april en de nieuwe en huidige "Koninklijke Belgische Baseball en Softballfederatie" (KBBSF) werd opgericht (bijlage BS 24/4/1975 nummer 4818).
De Federatie was samengesteld uit de twee Liga's: de "Vlaamse Baseball en Softballliga VZW" (naamswijziging op 18 december 1993). Dit is de opvolger van de op 16 februari 1998 opgerichte "Koninklijke Belgische Baseball en Softball Federatie - Vlaams Liga VZW".
In 1988 werd aan Waalse zijde de "Ligue Francophone Belge de Baseball et Softball ASBL" opgericht.
De eerste ploeg dateert van 1923 genaamd Antwerp Black Cats en werd gevormd rond de wijk Nachtegalenpark in Antwerpen.
Op dit ogenblik (2009) zijn 30 clubs actief in een nationale competitie voor baseball, softball fastpitch heren en softball fastpitch dames.
Daarnaast is er eveneens een jeugdcompetitie onder de vleugels van VBSL met pupillen, miniemen en cadetten.

### Vlaamse Baseball en Softballliga VZW (VBSL)
Royal Antwerp Eagles, Hoboken Pioneers, Royal Greys, Koninklijke Borgerhout Squirrels, Koninklijke Deurne Spartans, Koninklijke Mortsel Stars, Brasschaat BSC, Berendrecht Bears, Beveren Lions, Stabroek Chicaboo's, Gent Knights, The Merchtem Cats, Zonhoven Sunville Tigers, Limburg White Sox,  Zottegem Bebops, Wielsbeke Pitbulls, Oostende Piranhas, Heist O/D Berg Afterburners, Tongeren Sharks, Steendorp Briqville Sluggers, Oudenaarde Frogs, Leuven Twins, Poperinge The Frontliners, en Diksmuide Legends.

### Ligue Francophone Belge de Baseball et Softball ASBL (LFBBS)
Brussels Kangaroo's, Braine-le-Château Black Rickers, Mont-Saint-Guibert Phoenix, Borinage Bulldogs, Tournai Celtics, Mons Athletic's, La Louvière Snarling Wolves, Liège Rebels, Seraing Brown-Boys, Wanze Cardinals en Namur Angels.
Sinds 2008 spelen de beste teams uit deze groep samen in de Elite League, vergelijkbaar met de opzet van de Nederlandse Hoofdklasse. Aan het eind van het seizoen wordt via een afvalsysteem waaraan de zes eerstgeklasseerde teams deelnemen uiteindelijk de Belgian Series winnaar, de landskampioen, bepaald. In het seizoen 2009 kwamen in de Elite League de volgende clubs uit:
- Koninklijke Borgerhout Squirrels
- Namur Angels
- Koninklijke Mortsel Stars
- Brasschaat Braves
- Brussels Kangaroos
- Merchtem Cats
- Hoboken Pioneers
- Royal Greys
- Koninklijke Deurne Spartans

## Honkbal in de Verenigde Staten

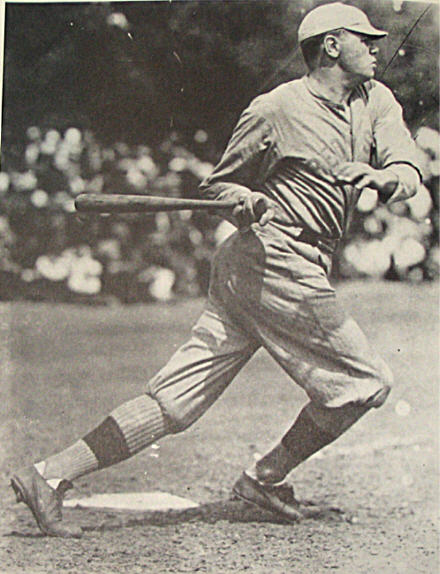
Babe Ruth in 1918.

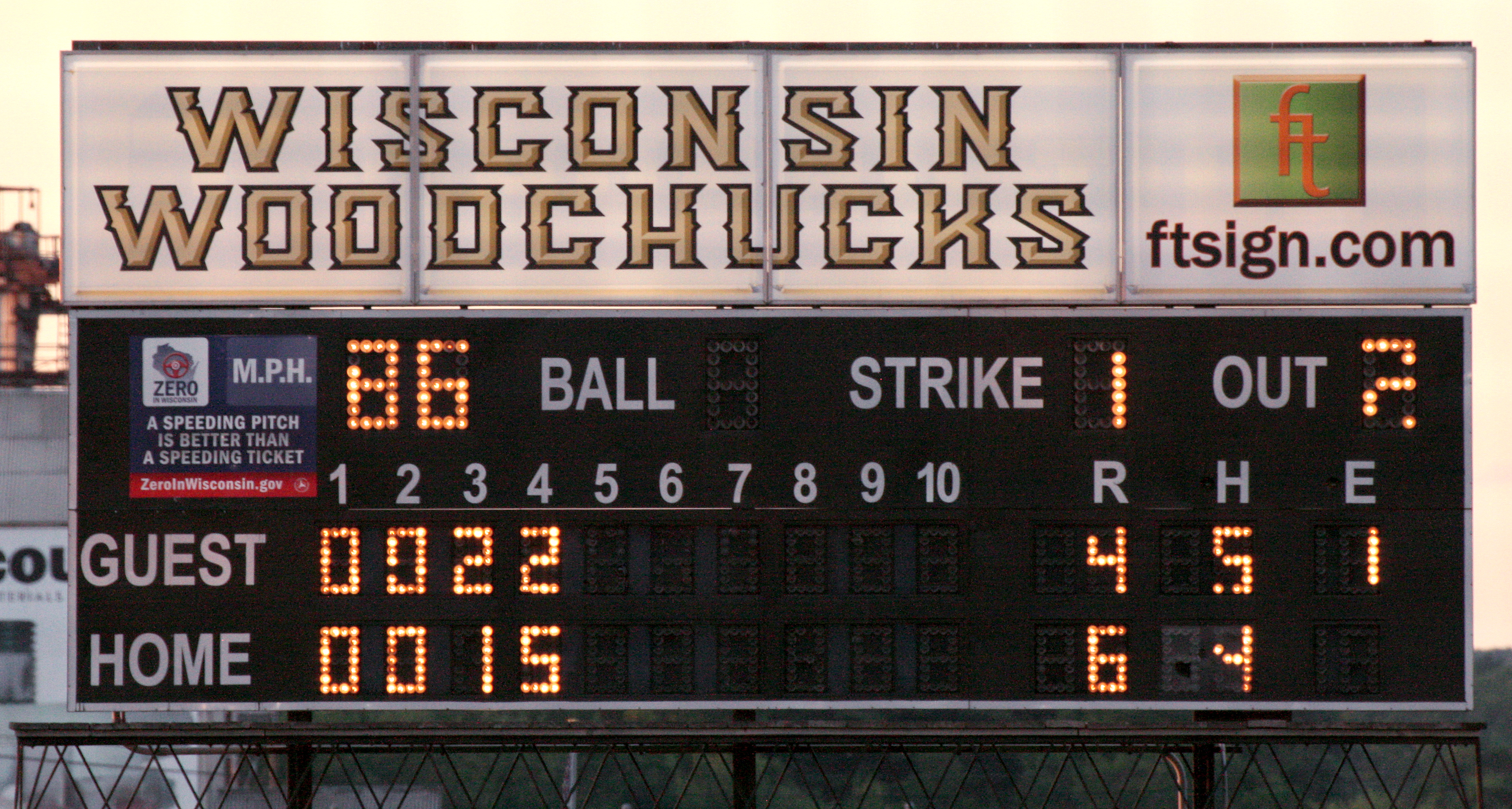

In de VS wordt honkbal (baseball) ook wel de national pastime genoemd. Voor elk niveau en leeftijd zijn er wel leagues te vinden, hoewel een Europese clubstructuur ontbreekt in de meeste Amerikaanse sporten. Competitieve amateurteams zijn vaak verbonden aan middelbare scholen (highschools) en universiteiten/hogescholen (colleges). Professioneel honkbal in de VS wordt gespeeld binnen de organisaties van Major League Baseball, Minor League Baseball en de zogenaamde independent leagues.
De Major League (bestaand uit de National League en de American League) wordt algemeen beschouwd als de beste honkbalcompetitie ter wereld. Er nemen 30 teams (franchises) aan deel.
De Minor Leagues zijn een wirwar van professionele competities op verschillende niveaus. De meeste teams in de Minor Leagues worden financieel gesteund door teams uit de Major Leagues, en doen dienst voor het opleiden van spelers voor de Major Leagues. Er worden vier niveaus onderscheiden (van laag naar hoog): Rookie League, A (single A), AA (double A) en AAA (triple A). Met name binnen de laagste niveaus wordt vaak nog een onderscheid gemaakt in 'low' en 'advanced', of 'short season' en 'full season'. De teams in the Minor Leagues zijn verbonden aan een Major League-franchise. Een nieuwe professionele speler krijgt een contract van een Major League-organisatie. Vervolgens wordt hij door zijn team bij een Minor League-team (affiliate) ondergebracht om ervaring op te doen. Naarmate hij beter speelt promoveert hij naar een hoger niveau, om uiteindelijk, als hij echt goed is, in het Major League-team uit te komen.
Gemiddeld heeft een Major League-team 6 à 7 affiliates. De New York Yankees hebben bijvoorbeeld een Rookie League-team, een Short Season A-team, een A-team, een Advanced A-team, een AA-team en een AAA-team in hun organisatie. Andere franchises hebben een andere samenstelling van hun Minor League-organisatie.
Independent Leagues is een verzamelnaam voor alle profcompetities die niet binnen de organisatie van MLB worden gespeeld. Het zijn toevluchtsoorden voor spelers van allerlei pluimage, die één ding gemeen hebben: ze hebben geen profcontract (meer) bij een MLB-organisatie. Het gaat dan om spelers die niet gekozen zijn in de jaarlijkse draft, of het aanbod van de MLB-organisatie niet goed genoeg vinden (hold outs); spelers die zijn ontslagen (released) door een MLB-organisatie; buitenlandse spelers die niet direct de aandacht trekken van deze organisaties (met name Cubaanse vluchtelingen). Gezien de lage lonen (ergens tussen de 600 en 3000 dollar per maand in 1998, en dat wordt dan alleen tijdens de competitie betaald), de onzekerheid (een aantal teams al ging failliet tijdens het seizoen), en de beperkte kans op verbetering binnen de organisatie, is het streven van de meeste spelers om (opnieuw) te gaan spelen binnen de affiliated Minor Leagues. Enkele grote namen die een tijdje in de Independent leagues hebben gespeeld zijn Darryl Strawberry (nadat hij was ontslagen wegens cocaïne-verslaving; werd later weer door de NY Yankees gecontracteerd) en Rickey Henderson (kon geen contract meer krijgen omdat hij te oud was, wilde in vorm blijven voor het geval er iemand later in het seizoen een buitenvelder/lead-off slagman nodig had, wat ook gebeurde).
Beroemde Amerikaanse honkballers zijn Hank Aaron, Barry Bonds, Yogi Berra, Ty Cobb, Joe DiMaggio, Lou Gehrig, Mickey Mantle, Babe Ruth, Derek Jeter, Cy Young.

## Internationale toernooien

### Titeltoernooien
- Wereldkampioenschap honkbal
- Europees kampioenschap honkbal

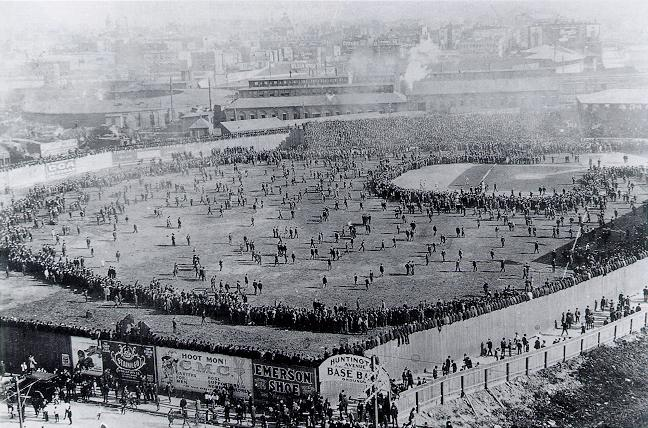
De eerste World Series in 1903

- Olympische Spelen (1992 tot en met 2008)
- World Series
- Major League Baseball
- World Baseball Classic
- Intercontinental Cup

### Invitatietoernooien
- Honkbalweek Haarlem
- World Port Tournament